# 小西宏
小西 宏（こにし ひろし、1929年5月5日 - 1998年11月21日）は、日本の翻訳家。
元専修大学法学部法律学科教授。本名は小西 基弘。

## 略歴
中国・上海生まれ。東北大学法学部卒業、1956年一橋大学大学院中退。
1966年リーゼ賞受賞。国際経済法専攻の学者だったが、30代の間に、E・S・ガードナー、フレドリック・ブラウン、E・R・バロウズ、E・E・スミスなど多数を創元推理文庫に翻訳した。40歳以後は翻訳をやめた。

## 編著
- 『機密管理マニュアル - 産業スパイの基本対策』（ワース・ウェィド、小西基弘名義での編著、商事法務研究会） 1968

## 翻訳
- 『三十九階段』（ジョン・バカン、創元推理文庫） 1959
- 『あるスパイへの墓碑名』（エリック・アンブラー、東京創元社、世界名作推理小説大系） 1960 、のち文庫
- 『ポワロの事件簿』第1 - 2（アガサ・クリスティ、創元推理文庫） 1960
- 『九時間目』（ベン・ベンスン、東京創元社、世界名作推理小説大系） 1961 、のち文庫
- 『最後の審判』（マッギヴァーン、創元推理文庫） 1962
- 『コルト拳銃』（フランク・グルーバー、創元推理文庫） 1962
- 『イブ』（ハドリー・チェイス、創元推理文庫） 1963
- 『パーカー・パインの事件簿』（アガサ・クリスティ、創元推理文庫） 1963
- 『ゴースト・タウンの謎』（フランク・グルーバー、創元推理文庫） 1965
- 『第五惑星から来た4人』（マレー・ラインスター、創元推理文庫） 1965
- 『シカゴ事件記者』（ジョナサン・ラティマー、創元推理文庫） 1965

### E・S・ガードナー
- 『ビロードの爪』（E・S・ガードナー、創元推理文庫） 1961
- 『義眼殺人事件』（E・S・ガードナー、創元推理文庫） 1961
- 『吠える犬』（E・S・ガードナー、創元推理文庫） 1962
- 『奇妙な花嫁』（E・S・ガードナー、創元推理文庫） 1962
- 『忘れられた殺人』（E・S・ガードナー、創元推理文庫） 1964
- 『これは殺人（ころし）だ』（E・S・ガードナー、創元推理文庫） 1964
- 『管理人の飼猫』（E・S・ガードナー、創元推理文庫） 1964

### フレドリック・ブラウン
- 『交換殺人』（フレドリック・ブラウン、創元推理文庫） 1963
- 『未来世界から来た男』（フレドリック・ブラウン、創元推理文庫） 1963
- 『復讐の女神』（フレドリック・ブラウン、創元推理文庫） 1964
- 『SFカーニバル』（フレドリック・ブラウン編、創元推理文庫） 1964
- 『天使と宇宙船』（フレドリック・ブラウン、創元推理文庫） 1965

### 「火星」シリーズ
- 『火星のプリンセス』（エドガー・ライス・バローズ、創元推理文庫） 1965
- 『火星の女神イサス』（バローズ、創元推理文庫） 1965
- 『火星の大元帥カーター』（バローズ、創元推理文庫） 1966
- 『火星のチェス人間』（バローズ、創元推理文庫） 1966
- 『火星の交換頭脳』（バローズ、創元推理文庫） 1966
- 『火星の幻兵団』（バローズ、創元推理文庫） 1966

### 「レンズマン」シリーズ
- 『銀河パトロール隊』（E・E・スミス、創元推理文庫） 1966
- 『グレー・レンズマン』（E・E・スミス、創元推理文庫） 1966
- 『第二段階レンズマン』（E・E・スミス、創元推理文庫） 1966
- 『レンズの子ら』（E・E・スミス、創元推理文庫） 1967
- 『ファースト・レンズマン』（E・E・スミス、創元推理文庫） 1967
- 『三惑星連合軍』（E・E・スミス、創元推理文庫） 1968